# اسیران جنگی ژاپنی در جنگ جهانی دوم

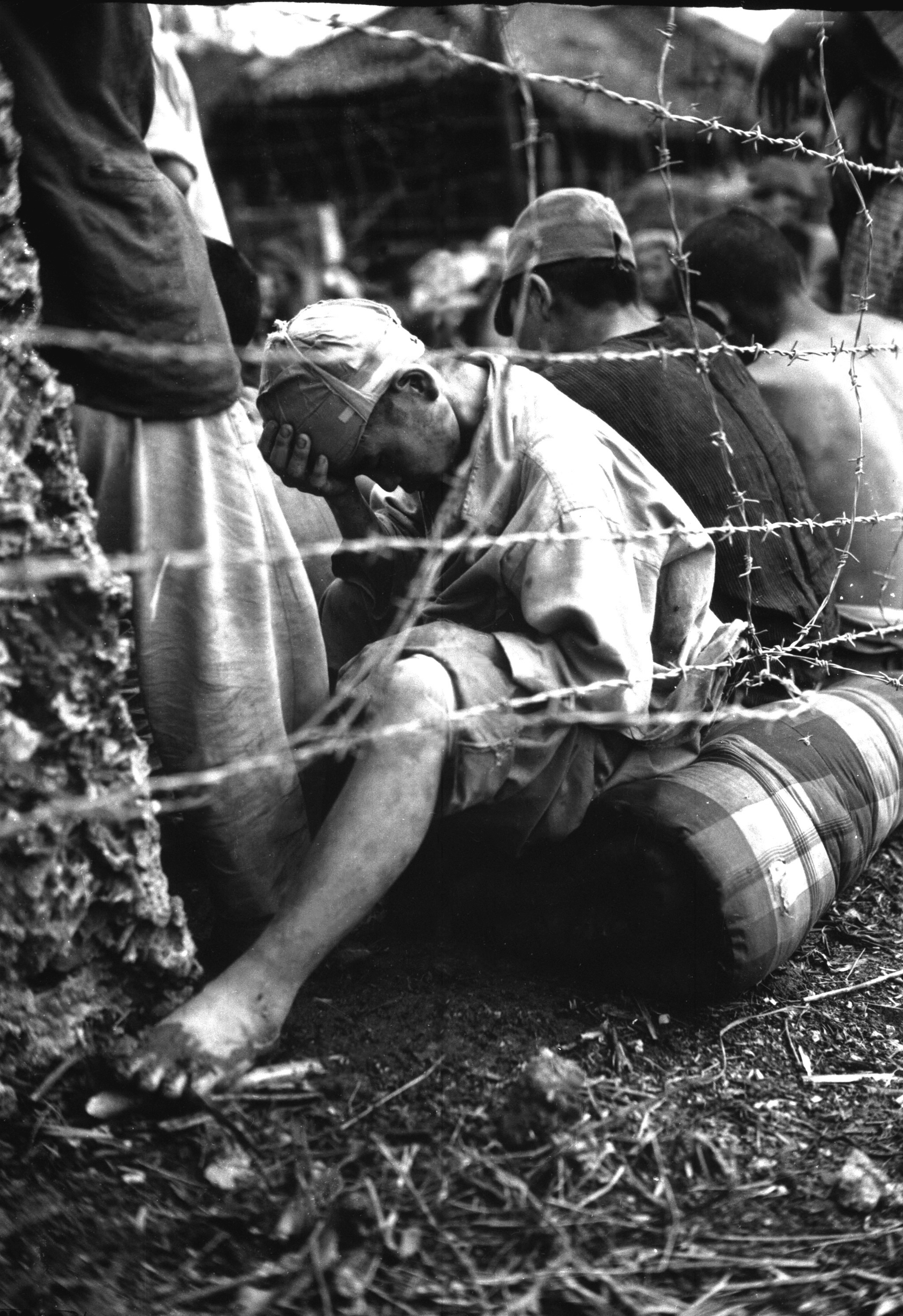
نمایی از یک‌دسته سربازان ژاپنی که توسط نیروهای آمریکایی در نبرد اوکیناوا، اسیر شدند. - ژوئن ۱۹۴۵

اسیران جنگی ژاپنی در جنگ جهانی دوم (انگلیسی: Japanese prisoners of war in World War II) در طول  جنگ جهانی دوم، بین ۱۹٬۵۰۰ تا ۵۰٬۰۰۰ پیکارگر عضو  نیروهای مسلح امپراتوری ژاپن قبل از پایان جنگ اقیانوس آرام در اوت ۱۹۴۵ توسط نیروهای غربی متفقین جنگ جهانی دوم زنده اسیر شده باشند. همچنین سربازان شوروی بیش از نیم میلیون نفر از نیروهای ژاپنی و غیرنظامیان را در چین و جاهای دیگر دستگیر و زندانی کردند.